# Katzbalger
 (octobre 2024).
Si vous disposez d'ouvrages ou d'articles de référence ou si vous connaissez des sites web de qualité traitant du thème abordé ici, merci de compléter l'article en donnant les références utiles à sa vérifiabilité et en les liant à la section « Notes et références ».
Le katzbalger était une sorte d'épée.
Le mot katzbalger se traduit littéralement par « étripe chat » ou « combat de chat ». Ce nom vient de la façon de l'utiliser : lorsque le lansquenet était trop proche d'un adversaire ou que le combat virait au corps à corps, il ne pouvait utiliser son arme principale, l'espadon, trop long et lourd pour un combat rapproché. Ainsi, il tirait son katzbalger, dont les coups sont très rapides à porter. Lorsque le lansquenet tirait cette épée du fourreau, il était certain que la brutalité du duel allait en crescendo et qu'aucun des deux participant n'aurait de pitié : un combat de chat.

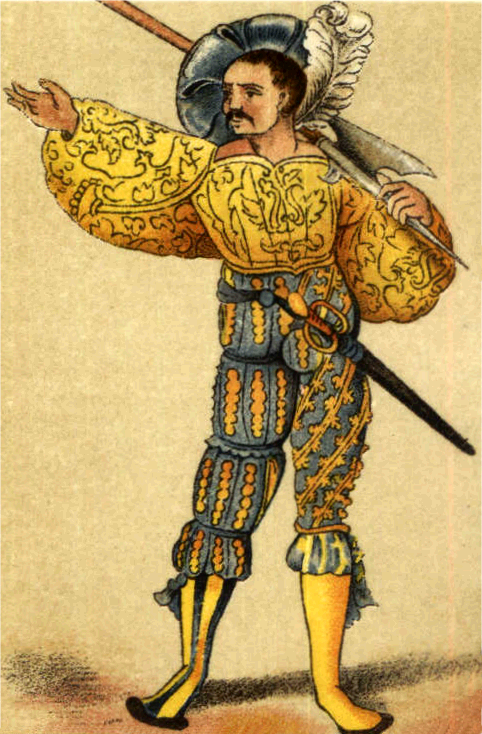
Lansquenet portant un katzbalger, d'après une encyclopédie danoise du XIXe siècle.

Le katzbalger est l'épée « courte » du lansquenet nommé aussi parfois Doppelsöldner. Le qualifier de « court » peut être dans certains cas assez déplacé, puisque si le Katzbalger commun mesurait entre 50 et 100 cm au total, certains faisaient 1,20 mètre de lame en plus d'une poignée à deux mains (mais à côté des espadons parfois flamberges qui pouvaient atteindre plus de 2 mètres, on peut imaginer la relativité du terme « court »).
Le plus fréquemment le katzbalger est court, mais des modèles plus longs, moins fréquents mais pas rares pour autant, ont aussi existé.
Le katzbalger a une lame en général comprise entre 50 et 80 cm, large et à deux tranchants parallèles, arrondie à son extrémité. Sa garde est constituée d'un simple pas-d'âne, ou souvent formée de deux quillons entortillés en « S » autour de la garde.
L'utilisation du katzbalger a cessé avec les lansquenets, à l'époque où les armes à feu ont définitivement supplanté les armes blanches. Il a été l'une des dernières épées des chevaliers à proprement parler. Du point de vue de l'utilisation théorique de l'arme, on peut le ranger dans la même catégorie que d'autres épées comme le schiavone ou le « braquemart » du XVe - XVIe siècle : une épée parfois capable d'estoc mais pas forcément, dont l'utilité était principalement la taille à bout touchant.